# 中區警區總部

中區警區總部門旁。

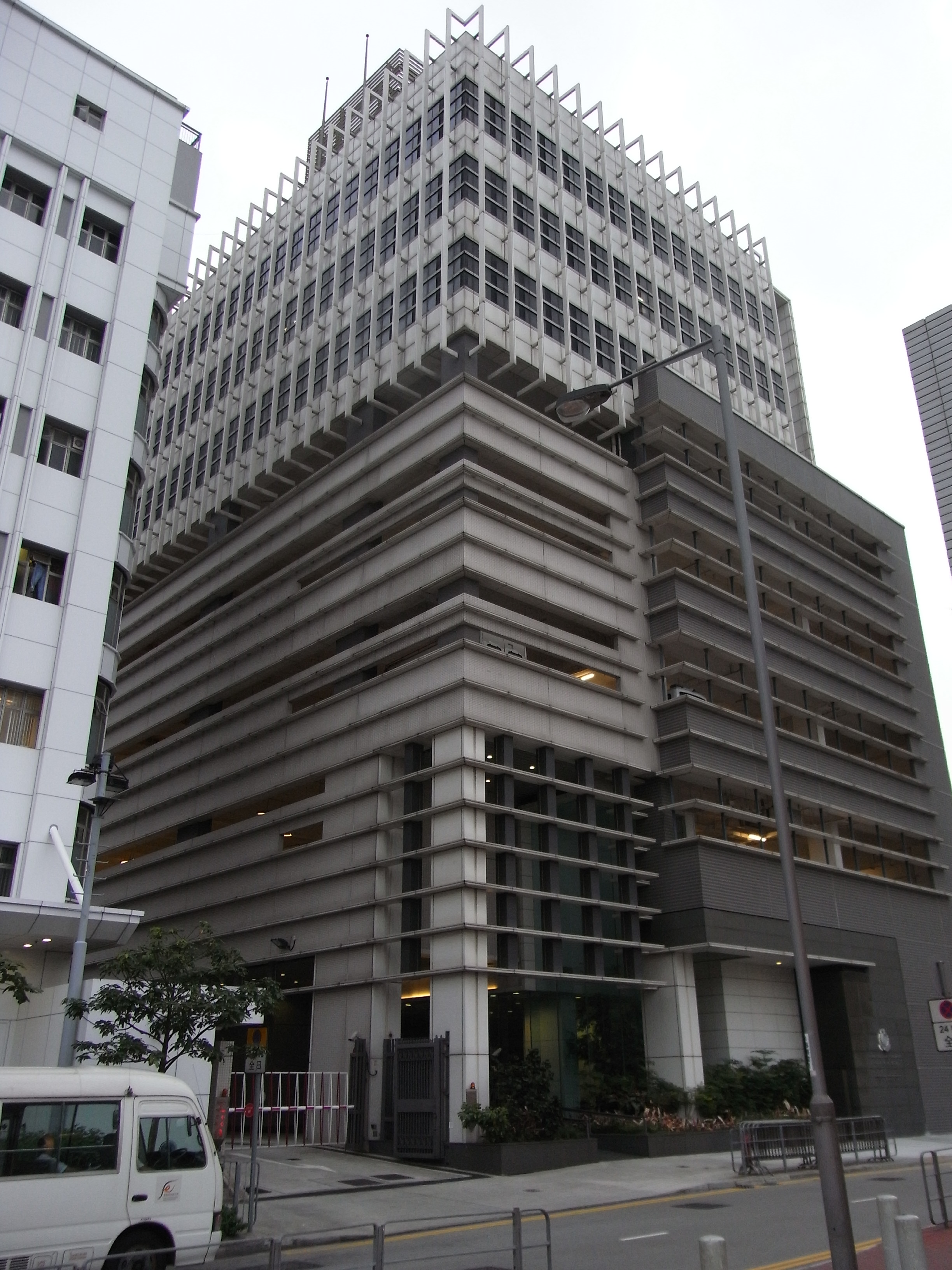
中區警區總部

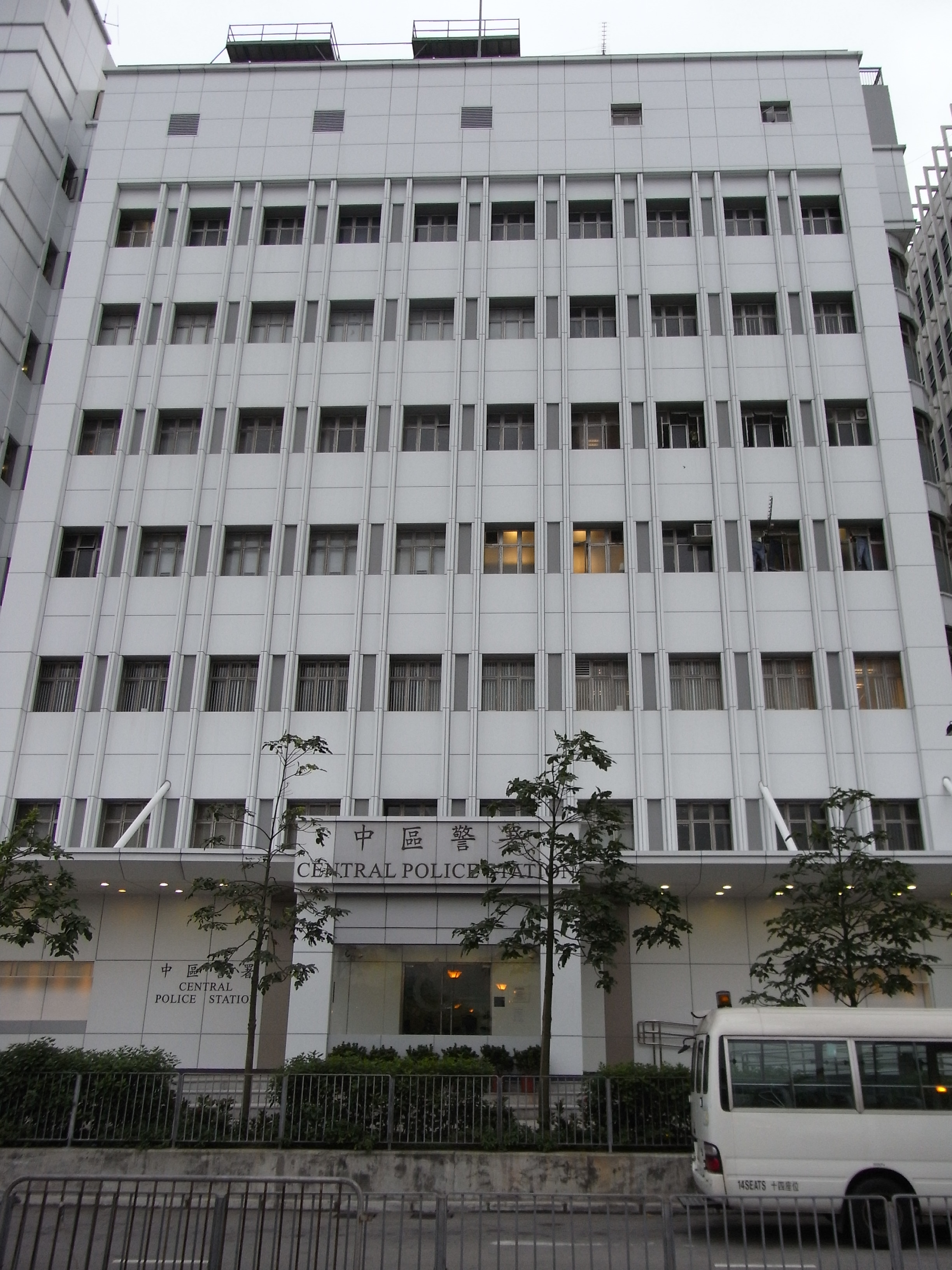
中區警署（於2012年攝影）

中區警區總部（英語：Central Police District Headquarters）是香港警務處香港島總區中區警區的總部，位於香港香港島中西區上環中港道2號，中區警署（英語：Central Police Station）亦建於此。於2010年，中區警區駐有657名軍裝部人員、100名刑事部人員和78名文職人員。

## 歷史
經過多年籌劃興建，新中區警區總部於2007年1月動工，耗資2億8,880萬港元，於2009年11月竣工。2010年1月起，有關單位陸續遷進新中區警區總部，新中區警區總部於同年7月18日早上8時起正式運作，昔日在灣仔軍器廠街舊中區警區總部駐守的警務人員全數遷入新中區警區總部辦公。中區警區亦落實了合併計劃，將由中區分區及海傍分區所組成的中區警區重組為一個單分區警區（Single Division District）。合併後，海傍警署改稱中區警署，海傍警署報案室改為中區警署報案室；中區警區的指揮及行動架構變得精簡，以實際的職能劃分，藉此提高成本效益，並且確保更為善用警察力量。
此外，計劃當中，包括斥資400萬港元翻新海傍警署，包括以人性化及親民的氣氛去重新設計及建設報案室，例如仿效民航飛機頭等艙的弧形設計，用以加強保障報案人的私隱；覊留室則增設了獨立的淋浴設施以及減除臭味的空氣淨化器。
2010年9月9日，時任警務處處長鄧竟成、警務處副處長（管理）李家超、警務處副處長（行動）洪克偉和港島總區指揮官卓振賢為中區警區總部主持開幕儀式。

## 建築
中區警區總部以深灰及銀白色為主調，樓高7層，擁有多元化的設施，除了基本辦公的設施外，設有警署，亦附設講課及訓練室、體能訓練室、錄影會見室、會議室、重大事件行動室、資源中心以及行動候命室。
中區警區總部的設計配合了環境保護的大氣候，設有空中花園，採用大型玻璃窗以增加自然光線、低壓照明設備以及因應自然光的強度而自動調節燈光的節能照明系統、用戶感應器、電腦化的中央冷氣系統亦會自動調節室溫。此外，亦將灰色塗層玻璃，以減低熱力滲透。

## 圖集

從中區警區總部門旁望向中港道
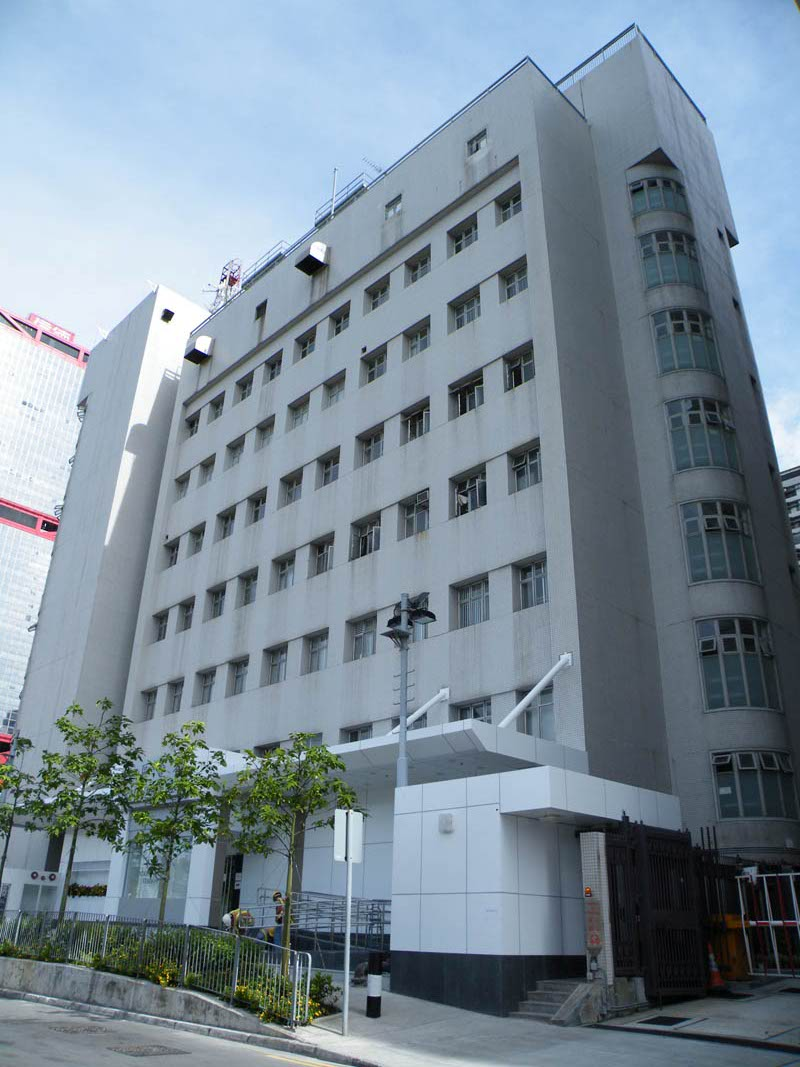
中區警署（於2010年攝影）
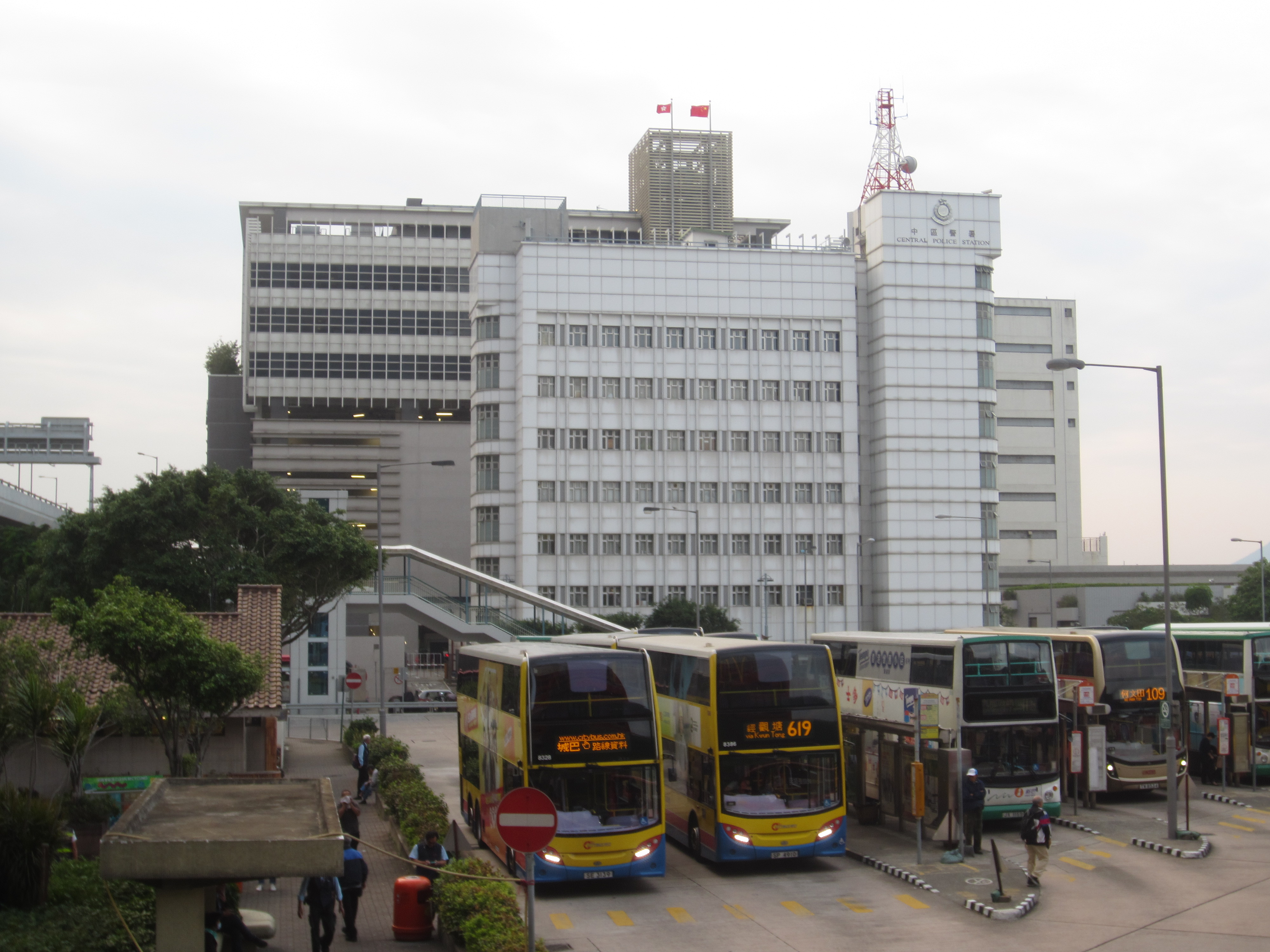
從中環（港澳碼頭）巴士總站仰望中區警區總部及中區警署

## 鄰近地點
- 中區警察服務中心（Central District Police Services Centre），位於中環荷李活道10號大館01座地下二層01-LG205舖。用以處理報案以及接收求助個案，並且接受查詢及處理比較簡單的案件。此外，中心設有電子資訊平台，提供警務處的資訊供予公眾瀏覽。中心內亦設有地圖，可以協助遊客及市民尋找香港旅遊景點。2004年9月20日，中區警察服務中心正式啟用，當時位於在中環皇后大道中149號地下，24小時運作[9]。2018年5月29日遷至現址[10]。
- 港澳客輪碼頭
- 港鐵上環站

## 相關參見
- 大館
- 警區